# Alconera
Alconera település Spanyolországban, Badajoz tartományban. Alconera Atalaya, Burguillos del Cerro, La Lapa, Medina de las Torres és Zafra községekkel határos. Lakosainak száma 756 fő (2024).

## Népesség
A település lakosságának változását az alábbi diagram mutatja:
| Lakosok száma | 731  | 749  | 741  | 737  | 736  | 743  | 756  | 744  | 744  | 756  |
|               | 2001 | 2004 | 2006 | 2009 | 2011 | 2014 | 2016 | 2019 | 2021 | 2024 |